# Prudencia Ayala
Prudencia Ayala, född 1885, död 1936, var en salvadoransk författare och feminist.
Hon blev 1930 den första kvinnliga presidentkandidaten i sitt land och i hela Latinamerika.  Hennes kandidatur underkändes eftersom kvinnor saknade rösträtt och valbarhet, men ledde till en debatt som så småningom resulterade i införandet av rösträtt för kvinnor 1950.